# 盎格魯化
盎格魯化（英語：anglicization）又稱英化（Englishing），或依語境譯為英語化，指任何事物向英國文化或英語看齊或同化。比如當初併愛爾蘭（已部分獨立）進入聯合王國之舉，隨之而來的實質上的殖民同化，即是所謂的盎格魯化的例子。
在語言上，是指使語彙符合和對應英語的拼音規則的框架，或等化成其同源英文字詞的過程。

## 外來語
非英語的字彙經過英語化之後，可能將原來的拼寫型態或發音，改變成英語使用者習慣的形態（其形態深受法語拼寫影響）。比如英語中的“少女”一詞，就是從古法語的丟棄第二音節而來（該字的現代法語為）。另一種常見的英語化型態則是將外來語的冠詞含入（比如阿拉伯文中的al-qili轉成）。然而時至近代，缺乏權威正書機構約束的英語，漸漸約定成俗，不再偏好過度的盎格魯化，英語吸收新字彙之後，已少在套用傳統的框架，直接是吸收原本的拼寫，例如中國地名大多導用漢語拼音，蘇聯解體後，新成立的捷克共和國的特殊的捷克語拼法之國名，以及異國的料理名稱皆是直接導入英文。

## 專有名詞
地名是最常受到英語化的名詞。比如像義大利城市那不勒斯（Napoli）在英文裡成了「Naples」，德國城市慕尼黑（München）成了，丹麥首都哥本哈根（København）成了，荷蘭城市海牙（Den Haag）成了。這種英語化的影響十分深遠，在20世紀中期，幾乎所有以英文書寫的文本中，全都直接使用這種英語化的地名。
然而，從20世紀末期起，許多人開始使用非英語化的名字，回復到比較接近原地名發音的寫法。對同樣使用拉丁字母的書寫地區，開始回復帶有「變音符號」的字母，如源自法語的（未婚夫）／（未婚妻）和（陳腔濫調）。對非拉丁字母書寫的地區，比如像阿拉伯字母、西里爾字母、希臘字母等等，則使用字母之間的直接轉寫。
另一方面，擺脫英語化的行為有時會跟該地區的民族自尊有關，特別是曾經受到殖民的地方，因為人們會十分敏感地將英語化視為歐洲統治的殘跡。於是，現在在國際場合的官方文件中，愈來愈避免使用某些地區的英語化名詞。比如中國广州的英文名，从英文传统译名改写为基于汉语普通话拼音的，以及北京從改寫為；印度的孟買，從改成現在的。
在而其它情況下，由於人們已經長期間使用了英語化的名字，於是就不致於發生當地族群的自尊問題。如前述的慕尼黑、那不勒斯，以及羅馬（Roma，英語）、雅典（Αθήνα，英語），以及許多的歐洲都市，當地人民並不在乎英語化的地名與他們語言的差異。
有時候一個英文地名與當地官方用法不同，看來像是英語化的結果，其實卻不然。比如在義大利皮埃蒙特地區的都市杜林，今日義大利官方文件作，但英語中的反而是源自於更古早的皮埃蒙特語對當地的稱呼。
在英國國內，人名也會受到英語化而有所更動。比如愛爾蘭的姓氏、便受到英語化而在書寫上丟棄了變音符號，成了今天常見的與。同樣地，蘇格蘭的、與便成了、和。甚至連過去的歷史人物也有英語化的情況，如來到新大陸的哥倫布，他在西班牙語的名字寫成，英語中則改成了同源的英文型式；而中國的思想家孔子，英語則取用拉丁化的來稱呼他。

### 現代中文對半元音J-轉譯的特殊例子
至於拉丁字母所代表的音值轉變，也會產生英語化的異讀情況。比如拉丁文原來發/iː/, /i/的字母 I 可以同時用作元音和半元音。到了中世紀，人們逐漸分離出一個代表半元音的新字母 J，讓 I 純作元音使用。後來這個新的半元音字母 J，在法語區產生了「顎化」的作用，人們再也不把該字視為一個元音字母，而讀成一個顎音輔音。當英語變為一個成熟的語言，也同時承襲了這種習慣。影響所及，造成英語使用者在閱讀文本中的此類名稱時，與原來的古代發音有相去甚遠的情況。比如基督教《聖經》中的人名“耶穌”：Iesous、Jesous在經過了英語化後，同時改變原來的拼寫和閱讀，成了Jesus；而古羅馬皇帝Julian，拉丁語讀「尤利安」，但在英語習慣中便讀成了「朱利安」。
值得注意到的一點，出現在《聖經》中以 J- 開頭的專有名詞，由於基督督東傳的時間差異，便出現今日「文讀不符」的情況。17世紀中期（中國的明朝），基督教首次有系統地傳入中國，當時的傳教士係使用拉丁語的天主教的耶穌會，他們將《聖經》上的人名地名等專有名詞，首次根據當地方言譯成對應的漢字組合。18世紀中期以後乃至於今日，影響中國的宗教重要勢力則逐漸改爲新教徒，但他們對於先前已經譯出且通行的專有名詞，並不願意作太大的變更。時至今日，便造成今日英語化的「John」譯為「約翰」、「Jerusalam」譯為「耶路撒冷」、「Jacob」譯為「雅各」的怪現象了。

## 其它語言的英語化現象
近百年來對於語言學上的發展可以發現到，許多非英語使用者的詞彙都借自於英語，或使用與英語發音類似的字彙。自從20世紀以來，擁有全球強勢媒體的英美兩國都使用英語，使得其它國家很自然地從英語借字，特別是與科技相關的新詞彙。比如「internet」、「computer」，由於各國先前沒有可供描述的詞彙，於是拉丁字母書寫的國家便直接使用，成為相當通用的字。中文漢字則常借自英語字，以發音相近的漢字組湊出新詞，如「巴士」、香港人說的「的士」（計程車），便是取自英語中的和。至於本國原已存有字，有時也會受到英語的排擠，比如德語中已有（電話）一字，但今日一般人已很少使用，而改用與英語發音雷同的。許多非拉丁字母書寫系統（如中文、日文、韓語）的文本中，裡頭文句夾雜一些英語字詞，已是常見的現象了；而日文更是習慣以片假名直接轉寫英語字詞。